# Giles MacDonogh
Giles MacDonogh (* 6. April 1955 in London) ist ein britischer Historiker, Autor und Übersetzer.

## Leben
Seine Schulbildung absolvierte er an der City of London School und studierte Neuere Geschichte am Balliol College der University of Oxford. Später vertiefte er sein Studium an der École pratique des hautes études.
MacDonogh arbeitete als Journalist für die Financial Times (1988–2003). Dort schrieb er vor allen Dingen über Lebensmittel und Ernährung sowie andere Themen. Darüber hinaus verfasste er für fast alle anderen wichtigen britischen Zeitungen Artikel, so auch für die Londoner The Times. Als Historiker konzentriert sich MacDonogh vor allem auf Mitteleuropa, besonders Deutschland.
MacDonogh ist der Autor von vierzehn Büchern, meist über deutsche Geschichte, aber auch über Gastronomie und Wein. 1988 gewann er den Glenfiddich Special Award für sein erstes Buch, A Palate in Revolution, und stand auf der Shortlist des André Simon Award.
Seine Bücher wurden bisher ins Französische, Bulgarische, Italienische, Deutsche, Chinesische, Spanische, Russische und Polnische übersetzt.
MacDonagh hat als Gastdozent am London Jewish Cultural Centre, London, Kurse zur Jüdischen Geschichte gegeben und im Juli 2005 einen Gastvortrag an der Humboldt-Universität zu Berlin gehalten.
Er ist mit Candida Brazil verheiratet; das Paar hat zwei Kinder. Als begeisterter Hobbymaler kann er bereits auf Ausstellungen zurückblicken.

## Rezeption
„Giles MacDonogh has repeatedly shown himself to be in the front rank of British scholars of German history. The depth of his human understanding, the judiciousness of his pickings from source material and the quality of his writing make this a book at once gripping and grave.“ Graham Stewart, The Spectator, 2009.
„Giles MacDonogh holt in seinem Buch „After the Reich“ weit aus. Ihm geht es um die zentrale Frage europäischer Geschichte: Wer kontrolliert die Mitte Europas – geografisch, politisch, ideologisch? Der Autor macht verständlich, dass und warum die Alliierten nach dem 8. Mai 1945, dem Waffenstillstand, eine so „brutale“ Besatzungspolitik praktizierten. Es war der Krieg mit anderen Mitteln, wie Clausewitz sagen würde. MacDonogh begründet, warum das Leid der Deutschen nicht mit dem Zweiten Weltkrieg endete, sondern erst recht begann“.

## Werk
Monographien
- A Palate in Revolution, Robin Clark (1987) ISBN 0-86072-109-4
- A Good German: Adam von Trott zu Solz, Quartet (1989) ISBN 0-7043-2730-9
- Brillat-Savarin: The Judge and His Stomach John Murray (1992) ISBN 0-7195-4711-3
- Syrah, Grenach and Mourvèdre Viking (1992) ISBN 0-670-82588-3
- The Wine and Food of Austria Mitchell-Beazley (1992) ISBN 0-85533-944-6
- Prussia: The Perversion of an Idea Sinclair-Stevenson (1994) ISBN 1-85619-267-9
- Berlin Sinclair-Stevenson 1997 ISBN 1-85619-525-2
- Austria: New Wines from the Old World Agrar Verlag 1997 ISBN 3-7040-1343-9
- Frederick the Great Weidenfeld and Nicolson 1999 ISBN 0-297-81777-9
- The Last Kaiser: William the Impetuous Weidenfeld and Nicolson 2000 ISBN 0-297-81776-0
- Portuguese Table Wines Grub Street 2001 ISBN 1-902304-86-1
- After the Reich: The Brutal History of the Allied Occupation, New York, Basic Books, 2007 ISBN 978-0-465-00337-2
- After the Reich: From the Liberation of Vienna to the Berlin Airlift John Murray 2007 ISBN 978-0-7195-6770-4
- 1938 Hitler’s Gamble Constable 2009 ISBN 978-1-84529-845-6
- The Great Battles Quercus 2010 ISBN 978-1-84916-490-0
  - Die 50 bedeutendsten Schlachten. Von Austerlitz bis Waterloo. Übersetzung von Birgit Herbst, National geographic Deutschland, Hamburg 2011, ISBN 978-3-86690-230-5

Übersetzung
- Henrik Eberle and Matthias Uhl, The Hitler Book John Murray 2005 ISBN 0-7195-5498-5
- Melissa Müller and Reinhard Piechocki, A garden of Eden in Hell Macmillan 2007 ISBN 978-0-230-52802-4
- Karl Mayer et al., Wein/Wine Genesis Kulinarium Verlag 2009 ISBN 978-3-200-01538-8
- Blandine Vié, Testicles Prospect Books 2011 ISBN 978-1-903018-83-5